# Carl Petersson (pianist)
Carl Petersson, född 1981 i Lund, är en svensk pianist.
Petersson, som är uppvuxen i Helsingborg, började spela när han var fjorton år och utexaminerades tio år senare från Det Kongelige Danske Musikkonservatorium i Köpenhamn där han studerade piano och pedagogik för professor José Ribera. Därefter har han studerat vid Musikhögskolan i Kraków där han 2009 påbörjade sin doktorsavhandling, handledd av professor Andrzej Pikul.
Carl Petersson har vid flera tillfällen framträtt som solist och med symfoniorkestrar i Sverige, Danmark, Polen, Frankrike, Tjeckien, Tyskland och Israel. Hösten 2009 debuterade han i Nordamerika då han som solist spelade med West Coast Symphony i Vancouver, Kanada och Carson City Symphony, USA.
Petersson framträder också ofta som pianist med kammarmusik och sångare.

## Inspelningar
- Friedrich von Flotows båda pianokonserter inspelad tillsammans med Pilsens Filharmoniska Orkester
- Leopold Godowskys "Javasvit", Carls solo-CD debut som kom ut under sommaren 2010